# Canton de Bellencombre
Le canton de Bellencombre est une ancienne division administrative française située dans le département de la Seine-Maritime et la région Haute-Normandie.

## Géographie
Ce canton était organisé autour de Bellencombre dans l'arrondissement de Dieppe. Son altitude variait de 52 m (Saint-Hellier) à 213 m (Pommeréval) pour une altitude moyenne de 146 m.

## Histoire
- De 1833 à 1848, les cantons de Tôtes et de Bellencombre avaient le même conseiller général. Le nombre de conseillers généraux était limité à 30 par département[1].

## Représentation

### Conseillers généraux de 1833 à  2015
| Période           | Période          | Identité                              | Étiquette                      | Qualité |
| ----------------- | ---------------- | ------------------------------------- | ------------------------------ | --- |
| 1833              | 1836             | Charles Levavasseur                   |                                | Propriétaire, maire de Sainte-Geneviève |
| 1836              | 1847 (décès)     | Marquis Justin de Chasseloup-Laubat   |                                | Capitaine d'état-major, aide de camp du Maréchal Maison puis Ministre plénipotentiaire près la Confédération germanique Député (1837-1847) |
| 1848              | 1855             | Pierre-Mathurin Lenormand             |                                | Notaire honoraire Propriétaire, maire de Bosc-le-Hard, conseiller d'arrondissement                                                         |
| 1855              | 1861             | Comte Charles Le Bègue de Germiny     | Bonapartiste                   | Maître des Requêtes au Conseil d'État Gouverneur du Crédit foncier de France puis de la Banque de France Sénateur (1863-1870), Ministre    |
| 1861              | 1888             | Hippolyte Marie de Coquerel d'Iquelon | Monarchiste                    | Propriétaire à Rouen, maire de Sommesnil                                                                                                   |
| 1888              | 1919             | Gustave Burel Tranchard Delatour      | Républicain conservateur       | Agriculteur maire des Grandes-Ventes (1879-1900 & 1904-1923)                                                                               |
| 1919              | 1931             | Georges Marcadé                       | Républicain                    | Propriétaire, maire de Sévis |
| 1931              | 1940             | Jacques du Luart                      | FR-URD                         | Député (1932-1940) maire de Cropus (1925-1940)                                                                                             |
|                   |                  |                                       |                                | |
| 1945              | 1946 (démission) | Alain Desforges                       | MRP                            | Ancien lieutenant de chars dans la Division Leclerc                                                                                        |
| 22 septembre 1946 | 1973             | Paul Godefroy                         | RGR-Rad. puis MRG              | Cultivateur Maire des Grandes-Ventes (1971-1977)                                                                                           |
| 1973              | 1978 (décès)     | Henri Brunel (1910-1978)              | SE                             | Négociant fromager, Les Grandes-Ventes |
| 1978              | 2011             | Annick Bocandé                        | UDF puis UMP ("Alternance 76") | Sénatrice (1995-2004) maire des Grandes-Ventes (1978-2018)                                                                                 |
| 2011              | 2015             | Nicolas Bertrand                      | UMP                            | Fonctionnaire Adjoint au Maire des Grandes-Ventes (maire depuis novembre 2018)                                                             |

### Conseillers d'arrondissement (de 1833 à 1940)
| Période                                  | Période      | Identité                                      | Étiquette                                         | Qualité |
| ---------------------------------------- | ------------ | --------------------------------------------- | ------------------------------------------------- | --- |
| 1833                                     | 1836 (décès) | Georges Tranchard (1785-1836)                 |                                                   | Propriétaire, maire de Bellencombre, greffier de la justice de paix                                         |
| 1836                                     | 1848         | Pierre Mathurin Lenormand                     |                                                   | Ancien notaire, propriétaire à Bosc-le-Hard                                                                 |
| 1848                                     | 1871         | Émile Lemonnier                               |                                                   | Propriétaire cultivateur aux Grandes-Ventes                                                                 |
| 1871                                     | 1880         | M. Lemonnier                                  |                                                   | |
| 1880                                     | 1886         | Joseph Jacques Gibert (1829-1889)             | Monarchiste                                       | Huissier près le Tribunal de Dieppe, adjoint au maire de Bellencombre                                       |
| 1886                                     | 1914 (décès) | Édouard Rochette (1851-1914)                  | Conservateur puis Libéral puis Républicain rallié | Éleveur, maire de Bosc-le-Hard                                                                              |
| 14 juin 1914                             | 1919         | Robert Rochette fils du précédent (1886-1936) | Républicain progressiste                          | Industriel à Bosc-le-Hard                                                                                   |
| 1919                                     | 1931         | Joseph Louail                                 | Républicain progressiste                          | Maire de Bosc-le-Hard                                                                                       |
| 1931                                     | 1937         | Pierre Le Verdier fils                        | Union nationale                                   | |
| 1937                                     | 1940 (décès) | Maurice Avenel                                | Union nationale                                   | Maire de Bosc-le-Hard                                                                                       |
| 1940                                     |              |                                               |                                                   | Les conseils d'arrondissement ont été suspendus par la loi du 12 octobre 1940 et n'ont jamais été réactivés |
| Les données manquantes sont à compléter. |              |                                               |                                                   | |

## Composition
Le canton de Bellencombre regroupait 15 communes et comptait 6 968 habitants (recensement de 1999 sans doubles comptes).
| Communes           | Population (2012) | Code postal | Code Insee |
| ------------------ | ----------------- | ----------- | ---------- |
| Ardouval           | 173               | 76680       | 76024      |
| Beaumont-le-Hareng | 190               | 76850       | 76062      |
| Bellencombre       | 662               | 76680       | 76070      |
| Bosc-le-Hard       | 1 410             | 76850       | 76125      |
| Cottévrard         | 339               | 76850       | 76188      |
| Cressy             | 222               | 76720       | 76191      |
| La Crique          | 288               | 76850       | 76193      |
| Cropus             | 214               | 76720       | 76204      |
| Les Grandes-Ventes | 1 814             | 76950       | 76321      |
| Grigneuseville     | 327               | 76850       | 76328      |
| Mesnil-Follemprise | 123               | 76660       | 76430      |
| Pommeréval         | 289               | 76680       | 76506      |
| Rosay              | 252               | 76680       | 76538      |
| Saint-Hellier      | 419               | 76680       | 76588      |
| Sévis              | 283               | 76850       | 76674      |

## Démographie
| 1962  | 1968  | 1975  | 1982  | 1990  | 1999  | 2009 |
| ----- | ----- | ----- | ----- | ----- | ----- | ---- |
| 5 434 | 5 900 | 5 930 | 6 127 | 6 750 | 6 968 | -    |